# Петросян, Мариам Сергеевна
Мариам Сергеевна Петросян (арм. Մարիամ Պետրոսյան; род. 10 августа 1969, Ереван) — армянская художница и  русскоязычная писательница, автор романа «Дом, в котором…» Правнучка армянского художника Мартироса Сарьяна.

## Биография
Мариам Петросян родилась в 1969 году в городе Ереване. В 1988 году окончила художественное училище по специальности «художник-оформитель». Карьеру начала на студии «Арменфильм», где с 1989 года работала в отделе мультипликации.
В 1992 году приехала с мужем в Москву и два года работала на студии «Союзмультфильм». После чего в 1995 году вернулась на «Арменфильм», где и работала до 2000 года.
Замужем за Арташесом Стамболцяном, двое сыновей — Сергей и Михаил. Правнучка художника Мартироса Сарьяна. Сергей (старший сын) — виолончелист, Михаил (младший сын) пробует себя как художник.
«Дом, в котором…» — первая книга писательницы. С момента начала работы над ней в 1991 году до публикации книги в 2009 прошло около 18 лет. О ней заговорили сразу после того, как книга увидела свет, и вскоре роман принёс автору «Русскую премию».
Хоть писательница и заявляла, что новых книг ждать от неё не стоит, в 2014 году свет увидела «Сказка про собаку, которая умела летать».

## Сказка про собаку, которая умела летать
История, балансирующая на грани реальности. Главный герой — шестилетний Топ, подружившийся со щенком, имеющим стрекозиные крылья на спине. По словам Мариам Петросян, книга сначала нарисовалась и только потом начала писаться. Поэтому главное в сказке — иллюстрации. История сказки развилась из идеи, которую подала автору её подруга Наира Мурадян, которая и проиллюстрировала книгу. Автор не отказывается от своих слов, что новых книг от неё ждать не стоит. Поэтому считает эту книгу проектом Наиры Мурадян, с лёгкой руки которой эта сказка и увидела свет.

## Интервью
- Константин Мильчин. Дом, в котором Мариам Петросян // Русский Репортер : журнал. — 2010. — № 24 (152).
- «Дом, в котором» – обретённая книга // Yerevan.Ru : сайт. — 2011. Архивировано 29 июля 2012 года.

- Галина Юзефович. Мариам Петросян: «Новых книг от меня ждать не стоит…» // Частный корреспондент : газета. — 2010.

## Премии
- 2009 г. — Большая книга — 3 место в номинации «Приз зрительских симпатий»[6].
- 2009 г. — Русская премия[7].
- 2010 г. — Звёздный мост — Серебряный кадуцей в номинации «Дебютные книги»
- 2010 г. — «Странник» — победитель в номинации «Необычная идея» (2010)[8].
- 2010 г. — Портал. Открытие себя (имени В. И. Савченко)
- 2010 г. — «Студенческий Букер», «за умелое переплетение жанров, простоту стиля и необычность художественных средств»[9].
- 2016 г. — Лучшая книга года в номинации «Фантастика/фэнтези» французского журнала «Чтение» («Lire»), под названием «La maison dans laquelle» в переводе на французский Эммануэль Паш[10]
- 2018 г. — Короткий список премии Read Russia, под названием "The Gray House", за лучшую книгу, переведенную с русского на английский язык[11].

## Публикации
- Мариам Петросян. Дом, в котором… — М.: Гаятри/Livebook, 2009. — 960 с. — 5000 (доптиражи: по 5000 в 2010 и 2011 гг.) экз. — ISBN 978-5-9689-0174-3.
- Мариам Петросян. Сказка про собаку, которая умела летать. — АСТ, 2014. — 48 с. — 5000 экз. — ISBN 978-5-17-082880-7.
- Mariam Petrosjan. La casa del tempo sospeso = The house that = Дом, в котором / Traduzione di Emanuela Guercetti. — Milano: Salani, 2011. — 880 с. — (Mondi fantastici Salani). — ISBN 978-8-8625-656-22. Архивировано 5 марта 2016 года.
- Mariam Petrosyan. The Gray House / Translated by Yuri Machkasov. — AmazonCrossing, 2017. — ISBN 978-1-5039-4281-3.